# رينو (تشيشير)
رينو (بالإنجليزية: Rainow)‏ هي قرية و أبرشية مدنية تقع في المملكة المتحدة في إنجلترا.  يقدر عدد سكانها بـ 2,505 نسمة .

## معرض صور

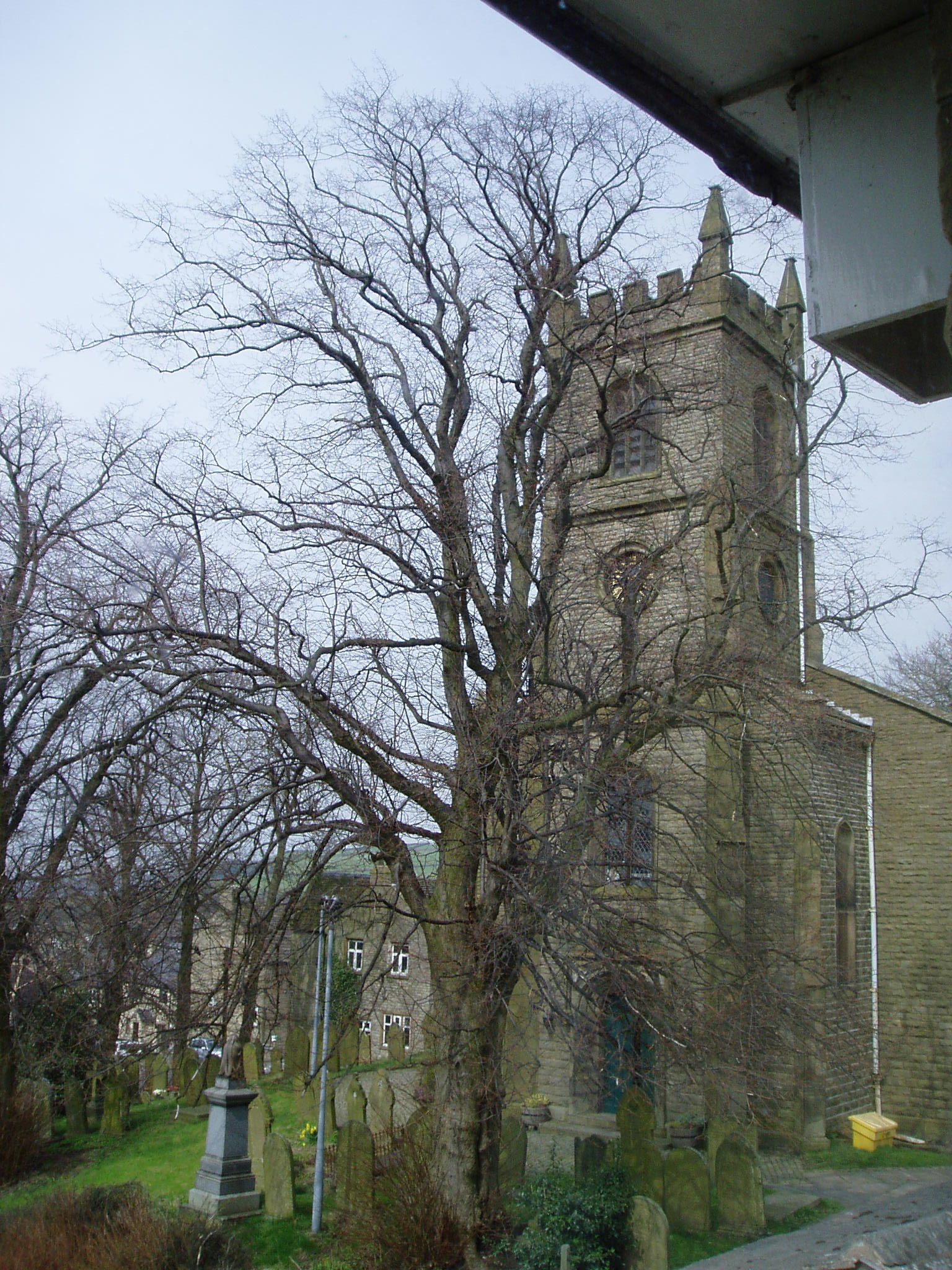
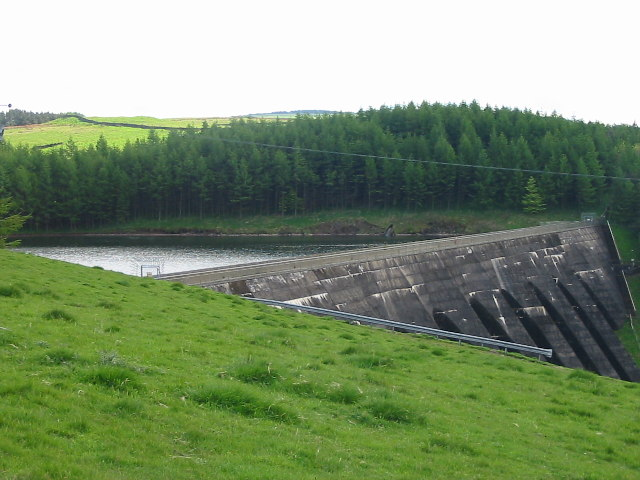
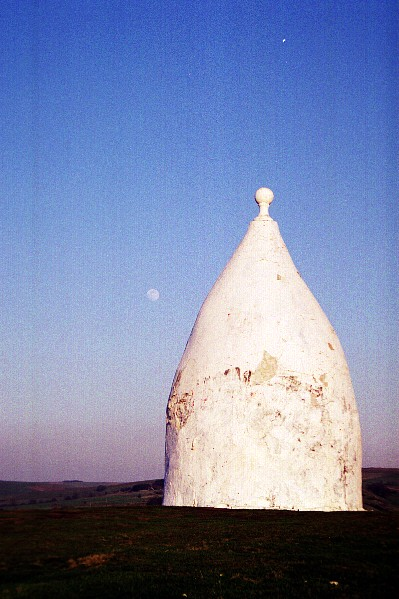
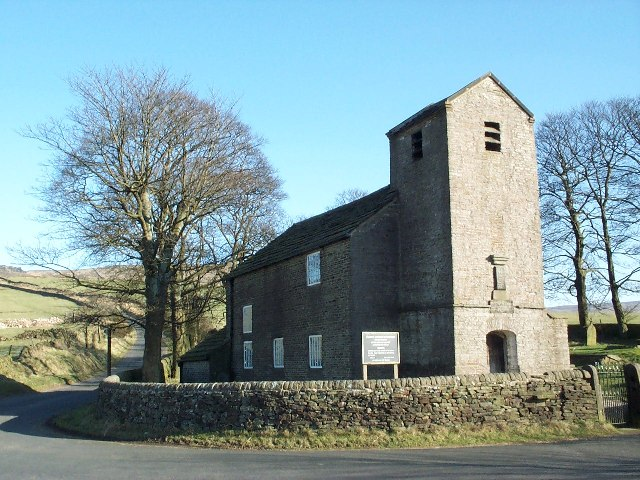